# شونهورشت
شونهورشت (به آلمانی: Schönhorst) یک شهر در آلمان است که در رندسبورگ-اکرنفورده واقع شده‌است. شونهورشت ۳۱۶ نفر جمعیت دارد.